# Ryeowook
Kim Ryeo-wook (hangul: 김려욱; Incheon; 21 de junio de 1987), más conocido como Ryeowook, es un cantante, compositor y actor musical y teatral surcoreano. Es uno de los tres vocalistas principales de Super Junior, y es también un miembro de los subgrupos Super Junior-K.R.Y y Super Junior-M. Junto con otros cuatro miembros de Super Junior, es uno de los primeros artistas coreanos que aparece en los sellos postales chinos. Hizo su debut como solista en 2016 y lanzó su primer álbum en solitario The Little Prince.
El 29 de septiembre de 2020, la agencia Label SJ confirmó que Ryeowook estaba en un relación con la cantante y actriz Ari (Kim Sun Young). Esta noticia se dio a conocer cuando el medio coreano SPOTVNEWS mencionó el vínculo entre estas estrellas, señalando que se habían convertido en una pareja recientemente. Según los informes, la pareja se hizo cercana después de ser presentada por un conocido
El 26 de mayo del 2024, Ryeowook y Ari (Kim Sun Young) se casaron oficialmente.

## Primeros años
Kim Ryeowook fue descubierto a través de CMB Youth ChinChin Festival en 2004 y firmó un contrato con SM Entertainment poco después de impresionar a los jueces con su talento en el canto. Formado en las áreas de canto, baile y actuación Ryeowook hizo esfuerzos particularmente en su entrenamiento vocal y composición musical ya que estaba más preocupado en aquellas áreas. Toca el piano, e interpreta acompañamientos para los demás miembros durante sus solos en los conciertos.

## Super Junior

### Predebut
Ryeowook fue el último en unirse a Super Junior antes de Kyuhyun, y no se unió al grupo hasta varias semanas antes del debut oficial del grupo en 2005.

### 2005: Debut con Super Junior
El 6 de noviembre de 2005, Ryeowook junto a otros once miembros de Super Junior 05, debutó oficialmente en Popular Songs de SBS interpretando su primer sencillo «Twins (Knock Out)». El grupo lanzó su álbum de estudio completo SuperJunior05 (Twins) un mes más tarde, y debutó en el puesto #3 del MIAK K-pop, la lista mensual de álbumes. Su segundo sencillo fue «Miracle».
En marzo de 2006, SM Entertainment, su agencia de talento se puso a reclutar nuevos miembros para la próxima generación de Super Junior. Sin embargo, los planes cambiaron cuando la compañía agregó en un decimotercer miembro, Kyuhyun. El grupo abandonó el sufijo «05» y se convirtió oficialmente Super Junior. El nuevo grupo tuvo un gran éxito después de que en junio de 2006 lanzaran el sencillo «U» que se convertiría en el sencillo más exitoso de Super Junior hasta el lanzamiento de «Sorry, Sorry» en marzo de 2009. En el otoño de 2007, el grupo lanzó su segundo álbum oficial, Don't Don, que se convirtió en el álbum con más éxito en ventas de Super Junior y el segundo álbum de mayor éxito en ventas de Corea de ese año.

### 2006–08: Debut de K.R.Y y de Super Junior M
A finales de 2006, Ryeowook junto a sus compañeros de Super Junior Kyuhyun y Yesung formaron el primer subgrupo de Super Junior llamado Super Junior-K.R.Y, un grupo especializado en baladas R&B. El trío debutó el 5 de noviembre de 2006, en Music Bank de KBS interpretando «The One I Love» de la banda sonora del drama Hyena. Ryeowook hizo su debut como actor en la película Attack on the Pin-Up Boys, una película de misterio y comedias, en la que interpreta al vicepresidente excéntrico del consejo estudiantil. Por su actuación, Ryeowook ganó comentarios positivos de los críticos y fue nominado a Mejor Actor de Reparto y Mejor actuación cómica en los premios de cine de Corea.
A principios de 2008, fue colocado en otro subgrupo de Super Junior, Super Junior-M, un subgrupo especializado en cantar canciones en mandarín, incluyendo versiones de las canciones coreanas de Super Junior, trayendo la influencia del k-pop a la industria de música china. Super Junior-M es el primer grupo de música internacional en la industria de la música china que tiene miembros de ascendencia china y coreana. El grupo de siete miembros debutó en China el 8 de abril de 2008 en la 8ª Entrega Anual de los Music Chart Awards con el lanzamiento de su primer video musical «U». El subgrupo lanzó su primer álbum en chino Me el 2 de mayo de 2008. 
Su primera composición lanzada oficialmente fue «Love U More», en el reempaquetado de Sorry, Sorry versión C. Coescribió la letra con su compañero de Super Junior Sungmin. También se le acredita el arreglo musical en los 'liner notes' del álbum.

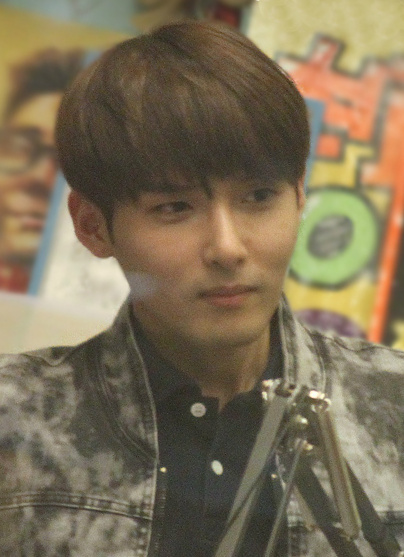
Ryeowook en «Super Junior Kiss the Radio» en 2013

### 2009–13: Actividades en solitario y el debut en Japón de K.R.Y
Ryeowook participó en la canción de 2009 de K.Will «Dropping the Tears». También es el primer miembro de Super Junior en cantar un tema en solitario incluido en un álbum, «One Fine Spring Day» fue lanzado en Bonamana.

El 16 y 23 de junio, siguiendo los pasos de sus compañeros de banda Yesung y Kyuhyun, Ryeowook se unió a Immortal Songs 2 de KBS con Sunggyu de Infinit, donde los cantantes hacen sus propias versiones de canciones de leyendas de la música y los ganadores son seleccionados por votación. Se llevó el primer lugar en el episodio del 11 de agosto en el que los cantantes Lee Sang-woo y Lee Sang-eun fueron invitados. Grabó su último episodio el 16 de agosto, que fue transmitido el 25 de agosto.
En noviembre de 2012, Super Junior K.R.Y. llevó a cabo una gira de conciertos en Japón, Super Junior K.R.Y. Special Winter Concert. Anunciaron que lanzarían su primer sencillo 6 años después de su debut. El teaser de Promise You fue lanzado el 21 de noviembre de 2012, seguido por el sencillo el 23 de enero de 2013. Debutó en el número dos en la lista de sencillos diarios de Oricon.

### 2011–19: Musicales
Ryeowook hizo su debut musical en Temptation of Wolves junto a Park Hyung Sik de ZE:A y Lim Jeong Hee. Duró del 14 de julio al 30 de octubre de 2011 en el COEX Artium.
En 2013 Ryeowook fue confirmado como protagonista de la adaptación musical de High School Musical, interpretando a Troy Bolton, junto a Luna (ex F(x)) como Gabriela.
El 28 de septiembre de 2014, Ryeowook viajó a Japón para actuar en «La diosa le está mirando (여신님 보고 계셔)» en el Teatro Público de Setagaya, en Tokio. Actuó del 30 de septiembre al 2 de octubre con un total de cinco actuaciones. Actuó como Ryu Sun Ho, un soldado adolescente de Corea del Norte, que sufría de trastorno de estrés postraumático y fue abandonado en una isla desierta después de una tormenta inesperada con otros tres soldados de Corea del Norte y dos soldados surcoreanos.
El 8 de enero de 2015 se reveló que Ryeowook había sido elegido en el elenco del musical «Agatha» en el papel principal de Raymond. 
A finales de 2015 y principios del 2016, Ryeowook actuó en la obra de teatro multipremiada en Londres y Broadway "«El curioso incidente del perro en la noche»", interpretando el papel principal de Christopher, un joven de 15 años cuyos misterios se hacen evidentes a partir del episodio de la muerte del perro de una vecina. Y su historia de aislamiento y confusión por ser un adolescente diferente en muchos aspectos, la relación con su entorno familiar, sus vecinos, el colegio especial al que asiste y el mundo exterior, que le resulta agobiante.
Luego de su ausencia en el mundo del espectáculo debido al servicio militar, se reveló en noviembre de 2018 que Ryeowook sería parte de la superproducción japonesa «Sonata of a Flame» interpretando a "J", un joven y genio compositor que busca inspiración asesinando. El musical fue estrenado en Japón. En agosto de 2019 se estrenó en Seúl, en el «SMTown Theatre Coex Artium».
En 2019 obtuvo el papel protagónico en el musical «30歳の頃に (a la edad de 30)» en Japón.

### 2016–presente: Debut en solitario
Se anunció que Ryeowook haría su debut en solitario en 2016.
El título de su álbum debut en solitario es The Little Prince. El lanzamiento de The Little Prince no sólo se anticipó por ser el primer álbum oficial en solitario de Ryeowook desde su debut hace 11 años, sino también porque era el primer lanzamiento bajo el sello propio de Super Junior, SJ Label, creado por SM Entertainment en 2015 durante el 10 aniversario del grupo. La canción que lleva el mismo nombre que el álbum es una balada inspirada en la novela el escritor francés Antoine de Saint-Exupéry «El Principito». La pista del título «El Principito» es una balada y una conversación entre un hombre lastimado por amor y el Principito.
Además de las promociones en solitario de Ryeowook y el lanzamiento de su álbum, tuvo su primer concierto en solitario la serie The Agit de SMTOWN llamada «Ever Lasting Star - RyeoWook» del 19 al 21 de febrero por tres días en le Coex Artium de SMTOWN en Samseong-dong, Seúl. En septiembre 23 lanzó una canción pop llamada «Cosmic» con su compañera de SMT Bada.
En noviembre de 2018 se confirmó su regreso como cantante solista con su segundo álbum "Drunk On Love", pero fue pospuesto debido a que Ryeowook se encontraba enfermo. Finalmente el 2 de enero de 2019 fue lanzado "Drunk On Love", y el 20 de marzo lanzó su primer EP japonés, titulado "Sakura no Hanaga Saku-goro (桜の花が咲く頃)".

## Vida personal
El 24 de febrero de 2012, se graduó de la Universidad de Inha con una especialización en estudios de teatro y cine.
En marzo de 2016, confirmó que se enlistaría al ejército el 14 de junio de ese mismo año. Sin embargo, en junio SM Entertainment anunció que Ryeowook pospondría su fecha de alistamiento debido a los horarios de ultramar con el resto de los miembros de Super Junior. Finalmente, Ryeowook confirmó la fecha para el 11 de octubre de 2016.
El 10 de julio de 2018, a las 9:00am (KST), fue oficialmente dado de baja del ejército.
El 29 de septiembre de 2020, la agencia Label SJ confirmó que Ryeowook estaba en un relación con la cantante y actriz Ari (Kim Sun Young), exintegrante de Tahiti. Esta noticia se dio a conocer cuando el medio coreano Spotvnews mencionó el vínculo entre estas estrellas, señalando que se habían convertido en una pareja recientemente. Según los informes, la pareja se hizo cercana después de ser presentada por un conocido.
El dia 26 de mayo del 2024 Ryeowook y Ari (Kim Sun Young) se casaron oficialmente.

## Discografía

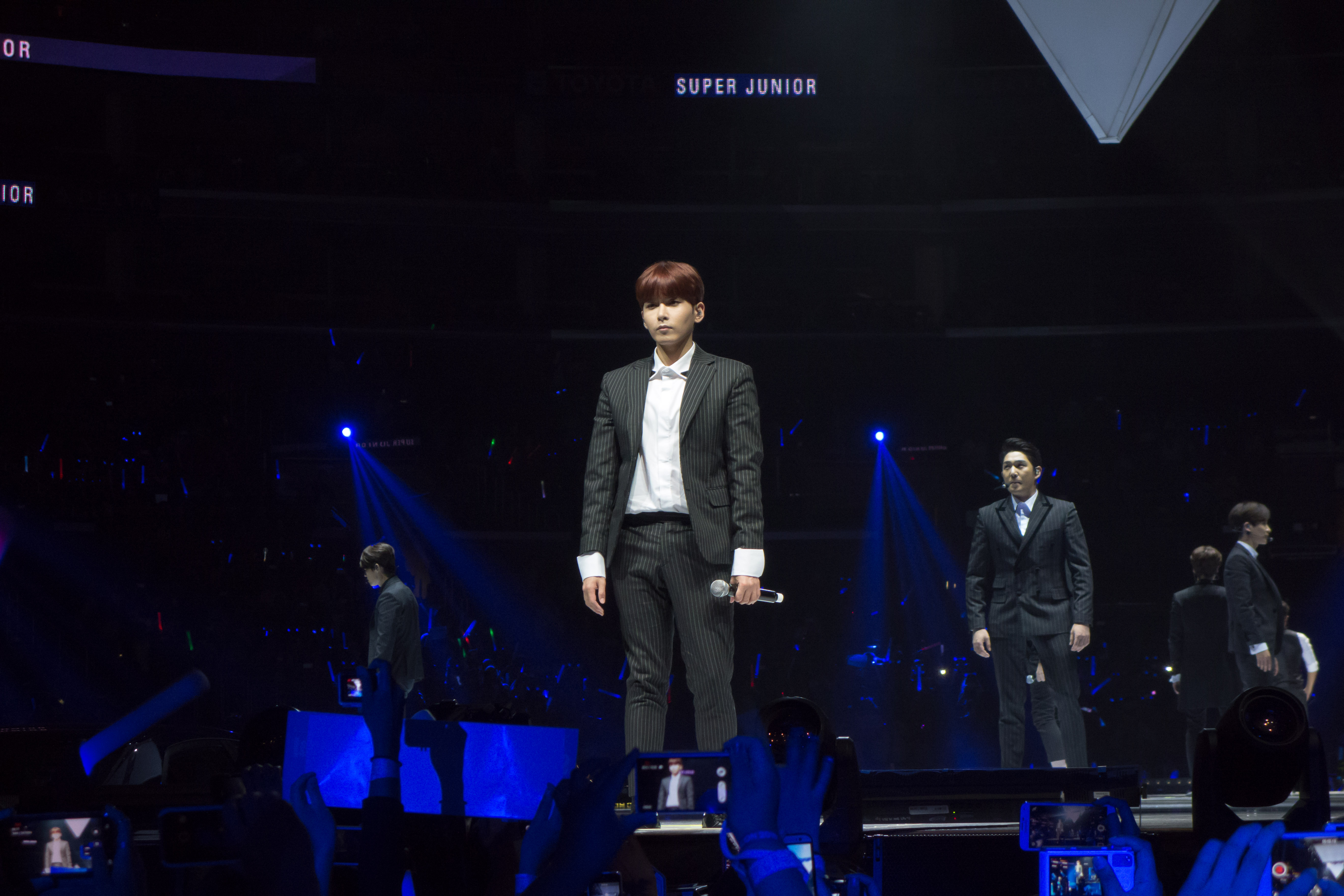
Ryeowook en 2015

### EP
- The Little Prince (2016)
- Drunk On Love (2019)
- Sakura no Hanaga Saku-goro (桜の花が咲く頃) (2019)

### Contribuciones en bandas sonoras
| Año  | Álbum                                    | Canción                       | Artista                    |
| ---- | ---------------------------------------- | ----------------------------- | -------------------------- |
| 2006 | Hyena OST                                | The Night Chicago Died        | Super Junior-K.R.Y.        |
| 2006 | Hyena OST                                | The One I Love                | Super Junior-K.R.Y.        |
| 2006 | Snow Flower OST                          | Stop Walking By               | Super Junior-K.R.Y.        |
| 2007 | Billie Jean, Look at Me OST              | Just You                      | Super Junior-K.R.Y.        |
| 2009 | Partner OST                              | Dreaming Hero                 | Super Junior-K.R.Y.        |
| 2010 | Home Sweet Home OST                      | Smile Again                   | Ryeowook                   |
| 2010 | The President OST                        | Biting my Lips                | Ryeowook, Kyuhyun, Sungmin |
| 2010 | It's Okay, Daddy's Girl OST              | Just Like Now                 | Ryeowook, Donghae          |
| 2010 | Falling In Love With A Friend            | Falling In Love With A Friend | Ryeowook, Beige            |
| 2011 | Spy Myung-wol OST                        | If You Love Me More           | Ryeowook                   |
| 2011 | Superstar K Theme Song                   | FLY                           | Super Junior-K.R.Y.        |
| 2012 | Yoon Il Sang's 21st Anniversary 'I'm 21' | Reminisce                     | Super Junior-K.R.Y.        |
| 2012 | To the Beautiful You OST                 | Sky                           | Super Junior-K.R.Y.        |
| 2012 | Ms Panda and Mr Hedgehog OST             | Loving You                    | Super Junior-K.R.Y.        |
| 2013 | High School Musical OST                  | Start Of Something New        | Ryeowook, Luna             |
| 2013 | The Queen's Classroom OST                | Maybe Tomorrow                | Ryeowook                   |
| 2019 | Nighborhood Album OST                    | Mountain Boy's Love           | Ryeowook                   |
| 2021 | Youth of May OST                         | Starry Night                  | Ryeowook                   |

## Tour

### Encabezando
- The Agit: Ryeowook Everlasting Star (2016)
- Ryeowook: Bom Voyage (2019 - Japón)

## Filmografía

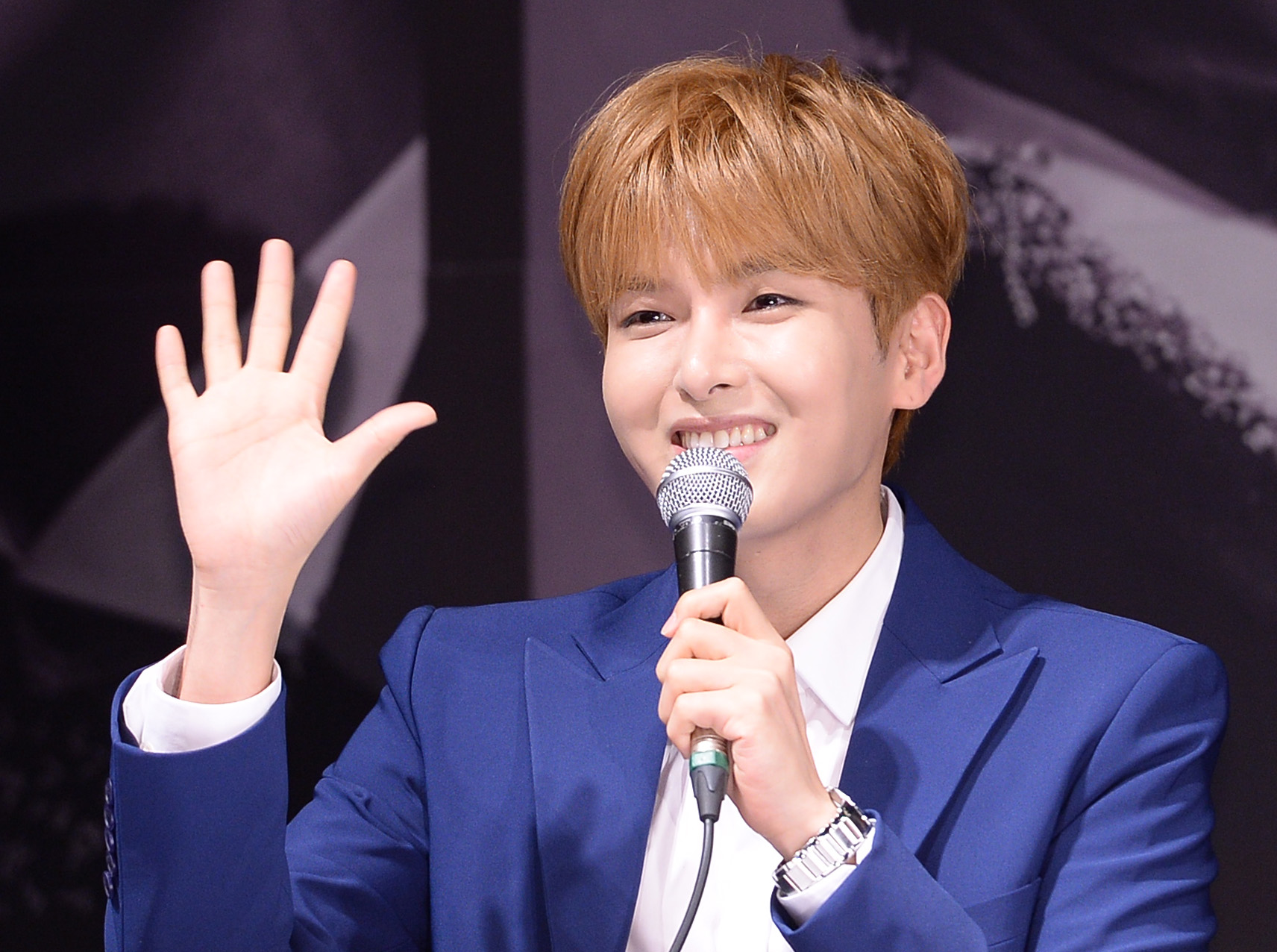
Ryeowook en el 2015.

### Cine
| Año  | Título                                                   | Papel    | Notas                 |
| ---- | -------------------------------------------------------- | -------- | --------------------- |
| 2007 | Attack on the Pin-Up Boys (꽃미남 연쇄 테러사건)         | Ryeowook | sólo en Corea del Sur |
| 2010 | Super Show 3 3D                                          | él mismo |                       |
| 2012 | I AM. - SM Town Live World Tour in Madison Square Garden | él mismo |                       |
| 2013 | Super Show 4 3D                                          | él mismo |                       |
| 2015 | SMTown The Stage                                         | él mismo |                       |

### Series de televisión
| Año  | Canal | Título                    | Papel                     | Idioma         |
| ---- | ----- | ------------------------- | ------------------------- | -------------- |
| 2009 | CCTV  | Stage Of Youth (青春舞台) | Li Xu (estrella invitada) | Chino Mandarín |

### Espectáculo de variedades
| Año                    | Título                    | Canal   | Notas                                                              |
| ---------------------- | ------------------------- | ------- | ------------------------------------------------------------------ |
| 2012                   | Immortal Songs 2          | KBS     | invitado, (Ep. 55-63 y 71)                                         |
| 2014-2015              | Super Idol Chart Show     | Mnet    | Anfitrión                                                          |
| 2015                   | Running Man               | SBS     | invitado, episodio #233                                            |
| 2015-presente          | Enter K                   | YTN     | Anfitrión                                                          |
| 2012, 2013, 2014, 2016 | Hello Counselor           | KBS2    | invitado, Ep. #85, 131, 190 y 261                                  |
| 2016                   | King of Mask Singer       | MBC     | participó como "Golden Time Of Miracle", (ep. 41-42) - Golden Time |
| 2016                   | Radio Star                | MBC     | invitado, Ep. #463 junto a Henry Lau, Jung Joon-young y Zico       |
| 2016                   | Immortal Songs 2          | KBS     | invitado, ep. 235                                                  |
| 2016                   | You Hee-yeol's Sketchbook | KBS     | invitado, ep. 305                                                  |
| 2016                   | Celebrity Bromance        | MBig TV | miembro, Temporada 3 con Park Hyung-sik                            |

### Musicales
| Año       | Título                                            | Papel            |
| --------- | ------------------------------------------------- | ---------------- |
| 2011      | Temptation of Wolves                              | Jung Tae Sung    |
| 2013      | High School Musical                               | Troy Bolton      |
| 2014      | Goddess is Watching                               | Ryu Sun Ho       |
| 2015      | Agatha                                            | Raymond          |
| 2015-2016 | The Curious Incident of the Dog in the Night-Time | Christopher      |
| 2018-2019 | Sonata of a Flame                                 | J                |
| 2019      | 30歳の頃に                                        |                  |
| 2021      | On-Air: Secret Contract                           | Anh Doori/Aaron  |
| 2018-2019 | Mary Shelley                                      | Polidori/Monster |

### Radio
| Año       | Título                      | Estación |
| --------- | --------------------------- | -------- |
| 2009      | KBS News 10                 | KBS 2R   |
| 2011–2016 | Super Junior Kiss the Radio | KBS 2FM  |

### Videos musicales
| Año  | Canción                            | Artista                          |
| ---- | ---------------------------------- | -------------------------------- |
| 2009 | S.E.O.U.L.                         | Super Junior & Girls' Generation |
| 2010 | When Falling in Love with a Friend | Ryeowook & Beige                 |
| 2016 | Cosmic                             | Ryeowook & Bada                  |
| 2020 | Starry Night                       | Ryeowook & Zhoumi                |

## Premios y nominaciones
Más Información: Lista de Premios de Super Junior
| Año  | Premio                    | Categoría                   | Trabajo nominado          | Resultado |
| ---- | ------------------------- | --------------------------- | ------------------------- | --------- |
| 2007 | Korean Movie Awards       | Mejor actor de reparto      | Attack on the Pin-Up Boys | Nominado  |
| 2007 | Korean Movie Awards       | Mejor interpretación cómica | Attack on the Pin-Up Boys | Nominado  |
| 2012 | 2011 Golden Ticket Awards | Musical Up and Comer Award  | Temptation of the Wolves  | Nominado  |
| 2015 | KBS Entertainment Awards  | Radio DJ Award              | Kiss The Radio            | Ganador   |